# Ut quo
Ut quo es una locución empleada frecuentemente por los escolásticos para designar la razón por la cual un sujeto cualquiera recibe las denominaciones que le son propias, reservándose para expresar este sujeto la frase ut quod.
Esta terminología obedece a la necesidad de separar la consideración real o substancial de la ideal o lógica en las relaciones predicamentales.